# Сильченко, Николай Владимирович
Сильченко, Николай Владимирович (4 марта 1954, пос. Красный Свет, Гусевицкий сельсовет, Буда-Кошелёвский район, Гомельская область — 28 марта 2022) — доктор юридических наук, профессор кафедры теории и истории государства и права Белорусского государственного университета.

## Биография
Николай Владимирович Сильченко родился 4 марта 1954 года в посёлке Красный Свет Буда-Кошелевского района Гомельской области. Среднее образование получил в Пенчинской и Глазовская средних школах. Окончил юридический факультет Балтийского федерального университета имени Иммануила Канта в 1975 г., аспирантуру Института государства и права АН СССР в 1981 г., докторантуру Белорусского государственного университета в 1992 г. С 1 сентября 1982 г. работал старшим преподавателем, доцентом, заведующим кафедрой теории и истории государства и права, заведующим кафедрой теории государства и права, деканом юридического факультета Гродненского государственного университета имени Янки Купалы. С 1 сентября 2014 года работал профессором кафедры теории и истории государства и права Белорусского государственного университета. Кандидатская диссертация по теме «Научные основы типологии нормативно-правовых актов» по специальности 12. 00. 01 защищена в специализированном совете Д. 002. 09. 01. в Институте государства и права РАН в 1981 г. Докторская диссертация по теме «Проблемы верховенства закона» по специальности 12. 00. 01. защищена в специализированном совете Д. 057. 03. 07 в Белорусском государственном университете в 1993 г.

## Научная деятельность
Научные интересы профессора: теория и история государства и права; история учений о праве и государстве; самоуправление; юридическая наука и образование.
Повышение квалификации, курсы, стажировки, второе образование: научная стажировка в Московском государственном университете им. М. В. Ломоносова и Московской академии экономики и права с 15 по 28 октября 2012 г; научная стажировка в Вильнюсском университете с 18 ноября по 1 декабря 2013 г.
Профессором, доктором юридических наук Сильченко Н. В. разработаны :
1. теория идеального типа нормативных правовых актов и осуществлена типология нормативных правовых актов в иерархической, отраслевой и федеративной структурах законодательства; сформулирована идея и обоснован механизм образования многоструктурности системы законодательства;
2. теория верховенства закона в условиях разделения властей, определены соотношения объективного социального закона и закона юридического, сформулированы гносеологические и логико - правовые параметры верховенства закона, определены границы действия законодателя и соотношение закона с актами исполнительной власти;
3. теория источников современного белорусского права, проведена их универсальная классификация, сформулированы основы конституционного института источников права и предложена новая типология правовых систем, определены основные направления развития и систематизации источников белорусского права, обоснованы основные пути совершенствования единого правового классификатора.

Николай Владимирович Сильченко был основателем и руководителем научно-педагогической школы по теории права и прикладным правовым исследованиям; подготовил четырнадцать кандидатов юридических наук, трёх лауреатов и десять победителей республиканского конкурса студенческих научных работ. Входил в состав советов по защите диссертаций Д 02. 01. 01 и Д 02. 01. 04 при Белорусском государственном университете.
Н.В. Сильченко оставил богатое научное наследие. Он является автором более 140 научных трудов, в том числе, 9 монографий, 9 учебных и учебно-методических изданий. Его работы опубликованы во Франции, Польше, Литве, Украине, России, Туркменистане, хранятся в Национальной библиотеке Республики Беларусь, Российской государственной библиотеке, библиотеках других государств СНГ, библиотеке конгресса США.
Профиль в Google Академия 
Профиль в РИНЦ 

## Награды и премии
- Медаль «За трудовые заслуги». Указ Президента Республики Беларусь № 528 от 2 ноября 2009 г .;
- Юбилейная медаль «80 Прокуратуры Республики Беларусь». Приказ Генерального прокурора Республики Беларусь № 588 — к от 16 октября 2008 г .;
- Юбилейная медаль «90 Прокуратуры Республики Беларусь». Приказ Генерального прокурора Республики Беларусь № 440 — до 31 июля 2013 г .; * Нагрудный знак «Отличник образования Республики Беларусь». Приказ Министра образования Республики Беларусь № 170 от 6 июня 2003 г .;
- Нагрудный знак «За отличие 2 степени». Приказ Министра юстиции Республики Беларусь № 13 — ца от 17 января 2011 г .;
- Нагрудный знак «За отличие 1 степени». Приказ Министра юстиции Республики Беларусь от № 351 — ца от 21 августа 2013 г.

## Основные труды
Монографии
1. Сильченко Н. В. Научные основы типологии нормативно-правовых актов в СССР / С. В. Поленина, Н. В. Сильченко. — М., Наука, 1987. — 152 с.
2. Сильченко, Н. В. Закон: проблемы этимологии, социологии и логики / Н. В. Сильченко. — Минск: «Навука і тэхніка», 1993. — 119 с.
3. Сільчанка, М. У. Тэорыя крыніц беларускага права: манаграфія / М.У. Сільчанка. — Гродна: ГрДУ імя Я. Купалы, 2012. — 253 с.
4. Сильченко, Н. В. Теория верховенства закона / Н. В. Сильченко. — Минск: Беларуская навука, 2015.- 288 с.

Статьи
- Сильченко, Н. В. Кодификационные акты и их типы / Н. В. Сильченко // Советское государство и право. — 1980. — № 10.
- Сильченко, Н. В. Роль и место понятия «типология» в понятийном аппарате теории государства и права / Н. В. Сильченко // Правотворчество. Вопросы теории. — М.; ИГП АН СССР, 1982.
- Сильченко, Н. В. Количественное соотношение между видами актов и проблемы теории закона / Н. В. Сильченко // Советское государство и право.- 1988.- № 2.
- Сильченко, Н. В. Границы деятельности законодателя / Н. В. Сильченко // Советское государство и право. — 1991. — № 8.
- Сильченко, Н. В. Границы деятельности законодателя (краткий очерк истории проблемы) / Н. В. Сильченко // Право и демократия. — Вып. 4. — Минск: Университетское, 1991.
- Сильченко, Н.В. О правовой природе общественных отношений / Н. В. Сильченко // Веснік Беларускага дзяржаўнага ўніверсітэта імя У.І. Леніна. — Сер. 3. — Мінск, 1991. — № 2.
- Сильченко, Н. В. Юридический закон сквозь призму законов науки / Н. В. Сильченко // Право и демократия. — Вып. 6. — Минск: Университетское, 1994.
- Сільчанка, М. У. Аб удакладненні месца і ўзмацненні ролі Канстытуцыйнага суда ў сістэме судовай улады Рэспублікі Беларусь / М.У. Сільчанка // Веснік Канстытуцыйнага суда Рэспублікі Беларусь.- 1999.- № 3.
- Сильченко, Н. В. Концепция совершенствования законодательства: понятие, структура, содержание // Н. В. Сильченко // Веснік Канстытуцыйнага Суда Рэспублікі Беларусь. — 2001. — № 3.
- Сильченко, Н. В. Юридическая наука Беларуси: состояние, проблемы и перспективы развития / Н. В. Сильченко // Российско — белорусская наука и проблемы законодательства. — Калуга: Гриф, 2002.
- Сильченко, Н.В. О критериях отраслей права / Н. В. Сильченко // Право и демократия. — Вып. 13. — Минск, 2002.
- Сильченко, Н. В. Некоторые проблемы отраслевой структуры права / Н. В. Сильченко // Государство и право: теория и практика. — Вып. 1. — Калининград: Изд — во Калининградского государственного университета, 2002.
- Сільчанка, М. У. Праблемы дзеяння нарматыўных прававых актаў / М.У. Сільчанка // Веснік Канстытуцыйнага Суда Рэспублікі Беларусь. — 2003. — № 1.
- Сільчанка, М. У. Аб новай прававой рэальнасці ў прававой сістэме Рэспублікі Беларусь / М.У. Сільчанка // Веснік Канстытуцыйнага Суда Рэспублікі Беларусь. — 2003. — № 4.
- Сильченко, Н. В. Проблемы предмета правового регулирования / Н. В. Сильченко // Государство и право. — 2004. — № 12.
- Сильченко, Н.В. О справедливости в праве и нравственности / Н. В. Сильченко // Духовность, общество, личность, государство. — 2006. — № 1.
- Сільчанка, М. У. Паняцце і віды крыніц сучаснага беларускага права / М.У. Сільчанка // Веснік Канстытуцыйнага Суда Рэспублікі Беларусь. — 2006. — № 2.
- Сільчанка, М. У. Акты Канстытуцыйнага Суда Рэспублікі Беларусь у сістэме крыніц сучаснага беларускага права / М.У. Сільчанка // Веснік Канстытуцыйнага Суда Рэспублікі Беларусь. — 2006. — № 4.
- Сільчанка, М. У. Акты вышэйшых судовых інстанцый у сістэме крыніц сучаснага беларускага права / М.У. Сільчанка // Право и демократия. — Вып. 18. — Минск: БГУ, 2007.
- Сільчанка, М. У. Праблемы крыніц сучаснага беларускага права / М.У. Сільчанка // Веснік Канстытуцыйнага Суда Рэспублікі Беларусь. — 2007. — № 4.
- Сильченко, Н. В. Единый правовой классификатор Республики Беларусь: проблемы и перспективы / Н. В. Сильченко // Юстиция Беларуси. — 2008. — № 1.
- Сільчанка, М. У. Праблемы абагуленасці, фармальнай азначанасці, структуры (будовы) і эффектыўнасці норм права / М.У. Сільчанка // Право и демократия. — Вып. 19. — Минск: БГУ, 2008.
- Сільчанка, М. У. Дырэктывы Прэзідэнта: прававая прырода, месца і роля ў правовой сістэме і сістэме крыніц сучаснага беларускага права / М.У. Сільчанка // Юстыцыя Беларусі. — 2009. — № 6.
- Сільчанка, М. У. Класіфікацыя і эвалюцыя крыніц права ў залежнасці ад тыпу і віду прававой сям’і / М.У. Сільчанка // Право и демократия. — Вып. 20. — Минск: БГУ, 2009.
- Сильченко, Н. В. Технические нормативные правовые акты в системе формальных источников современного права / С. В. Поленина, Н. В. Сильченко // Журн. рос. права. − 2020. − № 12. − С. 32−42.
- Сильченко, Н. В. Источники права: сб. науч. статей / Н. В. Сильченко. – Минск : Право и экономика, 2021. – 294 с.